# Underclass Hero (singel)
Underclass Hero – pierwszy singel Sum 41 promujący album Underclass Hero wydany 15 maja 2007 za pośrednictwem Island Records. Sampel z utworu można było usłyszeć w tle wywiadu z Whibleyem emitowanym w telewizji 91X 23 kwietnia 2007. Ponadto utwór umieszczono na oficjalnej stronie internetowej zespołu. Podano również, że będzie to piosenka otwierająca album. Jest to jedno z nagrań umieszczonych na profilu MySpace grupy. Utwór został wypuszczony jako download single i tradycyjnie na płycie, nagranie jest dostępne w serwisie iTunes. Piosenka została wykorzystana w grze Madden NFL 08.
Autorem piosenki jest Deryck Whibley, ma symbolizować ruch "my przeciwko nim". Singel porusza problemy społeczne i jest napisany w stylu poprzednich przebojów zespołu. Utwór jest główną piosenką promującą program Crash My School nadawany przez telewizję MTV.
"Underclass Hero" jest przeróbką refrenu do wersji demo utworu "No Reason". Nieskończona wersja "No Reason" została dodana do albumu Chuck pod tytułem "Subject to Change".

## Listy przebojów
| Chart (2007)           | Peak position |
| ---------------------- | ------------- |
| Pop 100                | 86            |
| Hot Modern Rock Tracks | 34            |

## Spis utworów

### Wersja nadawana w radiu
1. "Underclass Hero" (clean edit)

### Wersja CD
1. "Underclass Hero" - 3:16
2. "This Is Goodbye" - 2:27
3. "March of the Dogs" - 3:10
4. Road to Ruin #4
5. Underclass Hero - teledysk